# Voorschoten
Voorschoten és un municipi de la província d'Holanda del Sud, al sud dels Països Baixos. L'1 de gener del 2009 tenia 23.102 habitants repartits sobre una superfície d'11,59 km² (dels quals 0,37 km² corresponen a aigua).

## Ajuntament (2006)
El consistori està compost de 19 regidors:
- CDA 6 regidors
- VVD 4 regidors
- PvdA 3 regidors
- GroenLinks 3 regidors
- ONS Voorschoten 3 regidors